# Ernest Archer
Ernest „Ernie“ Archer (* 26. Juli 1910 in England; † 27. Juli 1990) war ein britischer Artdirector und Szenenbildner, der jeweils einmal den Oscar und den British Academy Film Award (BAFTA Film Award) für das beste Szenenbild gewann und je ein weiteres Mal für diese Filmpreise nominiert war.

## Leben
Archer begann seine Laufbahn als Artdirector und Szenenbildner in der Filmwirtschaft 1947 bei dem Film  Der perfekte Mörder und wirkte bis 1983 bei der szenischen Ausstattung von über vierzig Filmen wie zum Beispiel mehreren James-Bond-Filmen mit.
1965 war er für seinen ersten BAFTA Film Award für das beste Szenenbild in einem Farbfilm nominiert und zwar für den Kriegsfilm Zulu (1964) von Cyril Endfield mit Stanley Baker, Jack Hawkins und Michael Caine, einer filmischen Darstellung der Schlacht um Rorke’s Drift 1879.
Für den Science-Fiction-Film 2001: Odyssee im Weltraum (1968) von Stanley Kubrick mit Keir Dullea, Gary Lockwood und William Sylvester gewann er zusammen mit Anthony Masters und Harry Lange 1969 den BAFTA Film Award für die beste Artdirection und war darüber hinaus mit diesen bei der Oscarverleihung 1969 für den Oscar für das beste Szenenbild nominiert.
1972 gewann er mit John Box, Vernon Dixon, Jack Maxsted und Gil Parrondo einen Oscar für das beste Szenenbild, und zwar für den von Franklin J. Schaffner inszenierten Historienfilm Nikolaus und Alexandra (1971) über Zar Nikolaus II. von Russland und dessen Ehefrau Alexandra mit Michael Jayston, Janet Suzman und Roderic Noble in den Hauptrollen.

## Filmografie (Auswahl)
- 1947: Der perfekte Mörder (Dear Murderer)
- 1954: Hölle unter Null (Hell below Zero)
- 1957: Duell am Steuer (Hell Drivers)
- 1965: Doktor Schiwago
- 1976: Brüll den Teufel an
- 1977: Der Spion, der mich liebte
- 1979: Moonraker – Streng geheim
- 1980: Superman II – Allein gegen alle
- 1981: James Bond 007 – In tödlicher Mission
- 1983: The Pirates of Penzance
- 1983: James Bond 007 – Octopussy

## Auszeichnungen
- 1969: BAFTA Film Award für die beste Artdirection
- 1972: Oscar für das beste Szenenbild